# Shimen
Shimen (石门县,  Shímén Xiàn) ist ein Kreis der bezirksfreien Stadt Changde im Norden der chinesischen Provinz Hunan. Er hat eine Fläche von 3970,2 Quadratkilometern und zählt 587.100 Einwohner (Stand: 2019). Sein Hauptort ist die Großgemeinde Chujiang (楚江镇).
In der Großgemeinde Zoushi 皂市镇 wurde eine neolithische Stätte entdeckt, nach der eine neolithische Kultur benannt ist.

## Administrative Gliederung
Auf Gemeindeebene setzt sich der Kreis aus elf Großgemeinden und acht Gemeinden zusammen. 